# Croce Dominii
De weg over de Passo di Croce Dominii verbindt de Bresciaanse dalen Val Camonica en Valle Sabbia met elkaar. Het centrale deel van de route loopt door het natuurpark Parco dell'Adamello. Dit is de enige plaats in de Alpen waar nog een populatie bruine beren leeft.
De weg naar de pashoogte begint in het oosten in Esine. Vandaar gaat een goede weg door enkele dorpen omhoog. Na het dorpje Prestine versmalt de weg aanzienlijk, maar blijft goed. De twintig kilometer lange tocht leidt daarna afwisselend langs bossen en weilanden. In totaal moeten er van Esine tot de top 1500 meters beklommen worden.
De pashoogte ligt op een groene vlakte aan de voet van de Monte Mattoni (2271 m). In de middeleeuwen heette de pas Crux Domini en was het de grens tussen de Republiek Venetië en het bisdom Trente. Op de Croce Dominii komen drie wegen bij elkaar, de doorgaande weg is de minst voor de hand liggende: de steenslagweg in zuidelijke richting naar de 2129 meter hoge Giogo di Bala.
De derde weg vanaf de Croce Dominii gaat naar het Valle Sabbia. Eerst over een groene vlakte richting het gehucht Gaver, onderweg wordt er weer een pas mee gepakt, de Goletto di Gadino (1938 m). Gaver is behalve voor de wintersport ook een van de belangrijkste toegangspoorten tot het Parco dell'Adamello. Na Gaver daalt de weg makkelijk af naar via Bagolino naar het Valle Sabbia waar op deze hoogte het Idromeer ligt.